# Port-Launay
Port-Launay (bret. Meilh-ar-Wern) – miejscowość i gmina we Francji, w regionie Bretania, w departamencie Finistère.
Według danych na rok 1990 gminę zamieszkiwało 395 osób, a gęstość zaludnienia wynosiła 197 osób/km² (wśród 1269 gmin Bretanii Port-Launay plasuje się na 889 miejscu pod względem liczby ludności, natomiast pod względem powierzchni na miejscu 1092).